# Augustprijs
De Augustprijs (Zweeds: Augustpriset) is een jaarlijkse Zweedse literatuurprijs, die als de meest prestigieuze literaire onderscheiding van Zweden wordt beschouwd.

## Beschrijving
De Augustprijs, die is genoemd naar de Zweedse auteur August Strindberg (1849–1912), werd in 1989 ingesteld door de Svenska Förläggareföreningen, de vereniging van Zweedse uitgeverijen. De prijs wordt sinds 1992 in drie categorieën verleend:
- fictie: de Augustpris för årets svenska skönlitterära bok;
- non-fictie: de Augustpris för årets svenska fackbok;
- kinder- en jeugdboeken: de Augustpris för årets svenska barn- och ungdomsbok.

Alleen Zweedse uitgevers kunnen boeken voor de onderscheiding voordragen. Voor elke categorie wordt jaarlijks een jury samengesteld, die zes boeken in die categorie nomineert. De uiteindelijke winnaars worden bepaald door een kiescommissie, die bestaat uit onder andere boekhandelaren, bibliothecarissen en literaire critici. De prijsuitreiking vindt plaats in de Berwaldhal, een concertzaal in Stockholm.
Aan de Augustprijs was in 2016 een geldbedrag van 100.000 Zweedse kronen verbonden. De winnaar ontvangt tevens een bronzen sculptuur van de kunstenaar Mikael Fare.

## Winnaars
| Jaar | Fictie                                                         | Non-fictie | Kinderboek/jeugdboek                                                                |
| ---- | -------------------------------------------------------------- | --- | ----------------------------------------------------------------------------------- |
| 1989 | Cecilia Lindqvist Tecknens rike                                | -- | --                                                                                  |
| 1990 | Lars Ahlin De sotarna! De sotarna!                             | -- | --                                                                                  |
| 1991 | Sven Delblanc Livets Ax                                        | -- | --                                                                                  |
| 1992 | Niklas Rådström Medan tiden tänker på annat                    | Gunnar Broberg e.a. Gyllene äpplen                                                                                        | Peter Pohl en Kinna Gieth Jag saknar dig, jag saknar dig!                           |
| 1993 | Kerstin Ekman Händelser vid vatten (Zwart water)               | Peter Englund Ofredsår | Mats Wahl Vinterviken                                                               |
| 1994 | Björn Ranelid Synden                                           | Leif Jonsson e.a. Musiken i Sverige I-IV                                                                                  | Ulf Nilsson Mästaren och de fyra skrivarna                                          |
| 1995 | Torgny Lindgren Hummelhonung                                   | Maria Flinck Tusen år i trädgården. Från sörmländska herrgårdar och bakgårdar                                             | Rose Lagercrantz Flickan som inte ville kyssas                                      |
| 1996 | Tomas Tranströmer Sorgegondolen                                | Maja Hagerman Spåren av kungens män                                                                                       | Ulf Stark en Anna Höglund (illustraties) Min syster är en ängel                     |
| 1997 | Majgull Axelsson Aprilhäxan                                    | Sven-Eric Liedman I skuggan av framtiden                                                                                  | Annika Thor Sanning eller konsekvens                                                |
| 1998 | Göran Tunström Berömda män som varit i Sunne                   | Bengt Jangfeldt Svenska vägar till S:t Petersburg                                                                         | Henning Mankell Resan till världens ände                                            |
| 1999 | Per Olov Enquist Livläkarens besök                             | Jan Svartvik Engelska - öspråk, världsspråk, trendspråk                                                                   | Stefan Casta Spelar död                                                             |
| 2000 | Mikael Niemi Populärmusik från Vittula (Popmuziek uit Vittula) | Dick Harrison Stora döden                                                                                                 | Pija Lindenbaum Gittan och gråvargarna                                              |
| 2001 | Torbjörn Flygt Underdog                                        | Hans Hammarskiöld, Anita Theorell en Per Wästberg Minnets stigar                                                          | Sara Kadefors Sandor slash Ida                                                      |
| 2002 | Carl-Johan Vallgren Den vidunderliga kärlekens historia        | Lars-Olof Larsson Gustav Vasa - landsfader eller tyrann?                                                                  | Ulf Nilsson en Anna-Clara Tidholm Adjö, herr Muffin                                 |
| 2003 | Kerstin Ekman Skraplotter                                      | Nils Uddenberg Idéer om livet                                                                                             | Johanna Thydell I taket lyser stjärnorna                                            |
| 2004 | Bengt Ohlsson Gregorius                                        | Sverker Sörlin Världens ordning och Mörkret i människan, Europas idéhistoria                                              | Katarina Kieri Dansar Elias? Nej!                                                   |
| 2005 | Monika Fagerholm Den amerikanska flickan                       | Lena Einhorn Ninas resa                                                                                                   | Bo R. Holmberg en Katarina Strömgård Eddie Bolander & jag                           |
| 2006 | Susanna Alakoski Svinalängorna                                 | Cecilia Lindqvist Qin | Per Nilsson Svenne                                                                  |
| 2007 | Carl-Henning Wijkmark Stundande natten                         | Bengt Jangfeldt Med livet som insats                                                                                      | Sven Nordqvist Var är min syster?                                                   |
| 2008 | Per Olov Enquist Ett annat liv                                 | Paul Duncan en Bengt Wanselius Regi Bergman                                                                               | Jakob Wegelius Legenden om Sally Jones                                              |
| 2009 | Steve Sem-Sandberg De fattiga i Łódź                           | Brutus Östling en Susanne Åkesson Att överleva dagen                                                                      | Ylva Karlsson, Katarina Kuick, Sara Lundberg en Lilian Bäckman Skriv om och om igen |
| 2010 | Sigrid Combüchen Spill. En damroman                            | Yvonne Hirdman Den röda grevinnan                                                                                         | Jenny Jägerfeld Här ligger jag och blöder                                           |
| 2011 | Tomas Bannerhed Korparna                                       | Elisabeth Åsbrink Och i Wienerwald står träden kvar                                                                       | Jessica Schiefauer Pojkarna                                                         |
| 2012 | Göran Rosenberg Ett kort uppehåll på vägen från Auschwitz      | Ingrid Carlberg Det står ett rum här och väntar på dig - Berättelsen om Raoul Wallenberg                                  | Nina Ulmaja ABC å allt om D                                                         |
| 2013 | Lena Andersson Egenmäktigt förfarande - en roman om kärlek     | Bea Uusma Expeditionen: Min kärlekshistoria                                                                               | Ellen Karlsson en Eva Lindström Snöret, fågeln och jag                              |
| 2014 | Kristina Sandberg Liv till varje pris                          | Lars Lerin Naturlära | Jakob Wegelius Mördarens apa                                                        |
| 2015 | Jonas Hassen Khemiri Allt jag inte minns                       | Karin Bojs Min europeiska familj: De senaste 54 000 åren                                                                  | Jessica Schiefauer När hundarna kommer                                              |
| 2016 | Lina Wolff De polyglotta älskarna                              | Nina Burton Gutenberggalaxens nova: En essäberättelse om Erasmus av Rotterdam, humanismen och 1500-talets medierevolution | Ann-Helén Laestadius Tio över ett                                                   |
| 2017 | Johannes Anyuru De kommer att drunkna i sina mödrars tårar     | Fatima Bremmer Ett jävla solsken: En biografi om Ester Blenda Nordström                                                   | Sara Lundberg Fågeln i mig flyger vart den vill                                     |
| 2018 | Linnea Axelsson Ædnan                                          | Magnus Västerbro Svälten: hungeråren som formade Sverige                                                                  | Emma Adbåge Gropen                                                                  |
| 2019 | Marit Kapla Osebol                                             | Patrik Svensson Ålevangeliet. Berättelsen om världens mest gåtfulla fisk                                                  | Oskar Kroon Humlan Hanssons hemligheter Vänta på vind                               |
| 2020 | Lydia Sandgren Samlade verk                                    | Elin Anna Labba Herrarna satte oss hit. Om tvångsförflyttningarna i Sverige                                               | Kristina Sigunsdotter en Ester Eriksson Humlan Hanssons hemligheter                 |
| 2021 | Elin Cullhed Eufori: en roman om Sylvia Plath                  | Nils Håkanson Dolda gudar - en bok om allt som inte går förlorat i en översättning                                        | Johan Rundberg Nattkorpen                                                           |
| 2022 | Ia Genberg Detaljerna                                          | Nina van den Brink Jag har torkat nog många golv                                                                          | Ellen Strömberg Vi ska ju bara cykla förbi                                          |
| 2023 | Andrev Walden Jävla karlar                                     | Per Svensson Zorn | Oskar Kroon en Hanna Klinthage Vitsippor och pissråttor                             |
| 2024 | Tony Samuelsson Kungen av Nostratien                           | Christian Rück Ett liv värt att leva. Varför självmord blev människans följeslagare                                       | Linda Bondestam Chop chop                                                           |